# Zorro et ses légionnaires
Pour plus de détails, voir Fiche technique et Distribution.
Zorro et ses légionnaires (Zorro's Fighting Legion) est un serial en 12 épisodes, réalisé par William Witney et John English en 1939. Il sort ensuite en salle sous forme de deux films (d'une durée totale de plus de 3 heures), en 1949. Les deux parties sont intitulées « le Dieu de l'or » et « Face à face ». Une version plus condensée en un seul film d'1 h 30 min existe également, version utilisée pour la diffusion à la télévision.

## Synopsis
1825, six mois après l'adoption de la nouvelle constitution, la jeune république mexicaine doit faire face à l'instabilité interne dû à des traîtres et des pilleurs. Le gouvernement a besoin de l'or de la mine de San Mendolito, la mine la plus riche du Mexique, pour asseoir son pouvoir face aux puissances étrangères.
Benito Juarez, représentant de la République, se présente au gouverneur de San Mendolito pour demander son appui. Le gouverneur Felipe et les membres du conseil lui confirment leur loyauté et assurent que l'or sera bien livré. Mais lors de son départ, Don Francisco, l'un des membres du conseil, lui fait part de ses inquiétudes sur les indiens Yaqui et de leur mystérieuse idole d'or « Don del Oro ». Cette idole souhaite devenir empereur et pousse les indiens à la révolte. Don Francisco dévoile alors à Juarez qu'il a formé en secret une milice de patriotes pour protéger les convois d'or.
Cette longue discussion en privée entre Don Francisco et Benito Juarez inquiète le conseil. Plusieurs de ses membres s'avèrent être des traîtres qui ont prêté allégeance à Don del Oro. Ils donnent l'ordre d'assassiner Don Francisco. Le vieux Don tombe dans une embuscade à la taverne et est mortellement blessé lors d'un duel à l'épée. Il est sauvé d'une exécution sommaire par Zorro, un mystérieux justicier masqué. Il est en réalité Don Diego de la Vega, neveu de Don Francisco qui, connaissant sa véritable identité, lui demande de prendre sa place au conseil pour en surveiller les membres mais aussi de prendre le commandement de la milice pour protéger le Mexique.

## Fiche technique
- Titre : Zorro et ses légionnaires
- Titre original : Zorro's Fighting Legion
- Réalisation : John English et William Witney
- Scénario : Ronald Davidson, Franklin Adreon, Morgan Cox, Sol Shor et Barney A. Sarecky
- Production : Hiram S. Brown Jr.
- Musique : Cy Feuer, William Lava, Joseph Nussbaum et David Tamkin
- Photographie : Reggie Lanning
- Montage : Bernard Loftus, William P. Thompson et Edward Todd
- Décors : John Victor Mackay
- Société(s) de production : Republic Pictures
- Société(s) de distribution : Filmonde (France)
- Adaptation française : Henri Debain[4]
- Pays d'origine : États-Unis
- Format : Noir et blanc - 1,37:1 - Mono - 35 mm
- Genre : Western
- Durée[2] :
  - 212 minutes (serial)
  - 190 minutes (2 films)
  - 90 minutes (1 film)
- Date de sortie[1],[2] :
  - États-Unis : 16 décembre 1939
  - France : 13 avril 1949 (Province, sous sa forme de film)
  - France : 1er juin 1949 (Paris, sous sa forme de film)
  - Sorti en zone libre en 1941

## Distribution

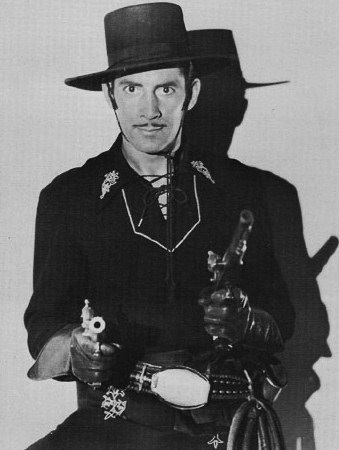
Reed Hadley dans le rôle de Zorro.

- Reed Hadley (VF : Jean-Pierre Méry) : Don Diego de la Vega alias Zorro
- Sheila Darcy (VF : Renée Demusy) : Volita
- William Corson : Ramon, frère de Volita
- Leander de Cordova : Gouverneur Felipe, gouverneur de San Mendolito
- Edmund Cobb (VF : Jean-Henri Chambois) : Manuel Gonzalez, gouverneur de la mine
- John Merton : Commandant Manuel, chef de l'armée locale [Ch. 1-9]
- C. Montague Shaw : Pablo, le juge
- Budd Buster : Juan
- Carleton Young : Benito Juarez [ch 1-2, 12]
- Guy D'Ennery (VF : Pierre Leproux) : Don Francisco [Ch. 1]
- Paul Marion : Kala [Ch. 10-12]
- Joe Molina : Tarmac (chef Yaqui)
- James Pierce : Moreno (homme de main)
- Helen Mitchel : Doña Maria
- Curley Dresden : Tomás (homme de main)
- Charles King : Valdez (homme de main)
- Al Taylor : Rico (homme de main)

## Chapitres
|    | Titre anglais       | Titre français         | Durée       |
| -- | ------------------- | ---------------------- | ----------- |
| 1  | The Golden God      | Le dieu d’or           | 27 min 38 s |
| 2  | The Flaming "Z"     | Le "Z" de feu          | 16 min 41 s |
| 3  | Descending Doom     | La descente aux enfers | 16 min 41 s |
| 4  | The Bridge of Peril | Le pont du péril       | 16 min 40 s |
| 5  | The Decoy           | Le piège               | 16 min 39 s |
| 6  | Zorro to the Rescue | Zorro à la rescousse   | 16 min 40 s |
| 7  | The Fugitive        | Le fugitif             | 16 min 41 s |
| 8  | Flowing Death       | Le puits de la mort    | 16 min 41 s |
| 9  | The Golden Arrow    | La flèche en or        | 16 min 39 s |
| 10 | Mystery Wagon       | Le chariot mystérieux  | 16 min 40 s |
| 11 | Face to Face        | Face à face            | 16 min 40 s |
| 12 | Unmasked            | Démasqué               | 16 min 41 s |

Source :

## Tournage
Le tournage du serial s'est déroulé entièrement en Californie : à Burro Flats dans les Simi Hills (en) et au Ranch Iverson à Chatsworth.

## Éditions en vidéo
En mai 2011, les éditions Bach Films propose l'édition DVD du serial sur deux disques : un présentant les 12 chapitres (en version originale sous-titrée) et le second proposant la version remontée sous forme d'un film avec le doublage français.

## Produits dérivées
En France, le film est adapté sous forme de bande dessinée par les éditions Mondiales Del Duca. Écrite par George Fronval et dessinée par Eugène Gire, elle sort en deux parties dans la Collection Hurrah!, fin 1949 et début 1950,.